# Industrias Motrices Españolas
Industrias Motrices Españolas S.A., kurz IMESA, war ein spanischer Hersteller von Automobilen.

## Unternehmensgeschichte
Das Unternehmen wurde am 10. Juni 1983 gegründet und begann mit der Produktion von Automobilen. Die Adresse lautete Polígono Industrial de Sabón, Parzelle 140 in 15142 Arteixo in der Provinz A Coruña. Der Markenname lautete IMESA. Der Vertrieb erfolgte über Seat. Im Jahre 2000 wurde das Unternehmen zwangsversteigert.

## Fahrzeuge
Das Unternehmen stellte Fahrzeuge auf der Basis von Seat-Modellen her. In einigen Fällen kam ein eigens entwickelter Rohrrahmen zum Einsatz. Die Karosserien bestanden üblicherweise aus Kunststoff. Bei den Modellen handelte es sich um Limousinen, Pick-ups auf Basis von Seat Ibiza und Seat Ronda, Lieferwagen und Großraumfahrzeuge.